# هیجا
هیجا (به ژاپنی :慧慈) اولین راهبی بود که در دوره آسوکا، در سال ۵۹۵ میلادی، از طریق دریا از گوگوریو به ژاپن رفت. او معلم بودیسم به شوتوکو تایشی بود.
او بودیسم را در ژاپن تبلیغ کرد. او در هوکو-جی (معبد هوکو)، در حال حاضر آنگو-ای یا آسوکا-درا (معبد آسوکا)، با کشیش اسو که از باکجه آمده بود، زندگی می‌کرد. آنها را رهبر سه گنج می‌نامیدند.
در سال ۶۱۵، او با کتابی حاشیه‌نویسی‌شده از متون مقدس بودایی که توسط شوتوکو تایشی نوشته شده بود، به کشور زادگاهش، گوگوریو، بازگشت.
او خبر مرگ شوتوکو تایشی را در ۲۲ فوریه ۶۲۲ شنید. او بسیار اندوهگین شد و سوگند یاد کرد که در همان روز سال آینده، دوباره شوتوکو تایشی را در سرزمین پاک (قلمرو آسمانی) ملاقات کند.